# Salvador Escolá Arimany

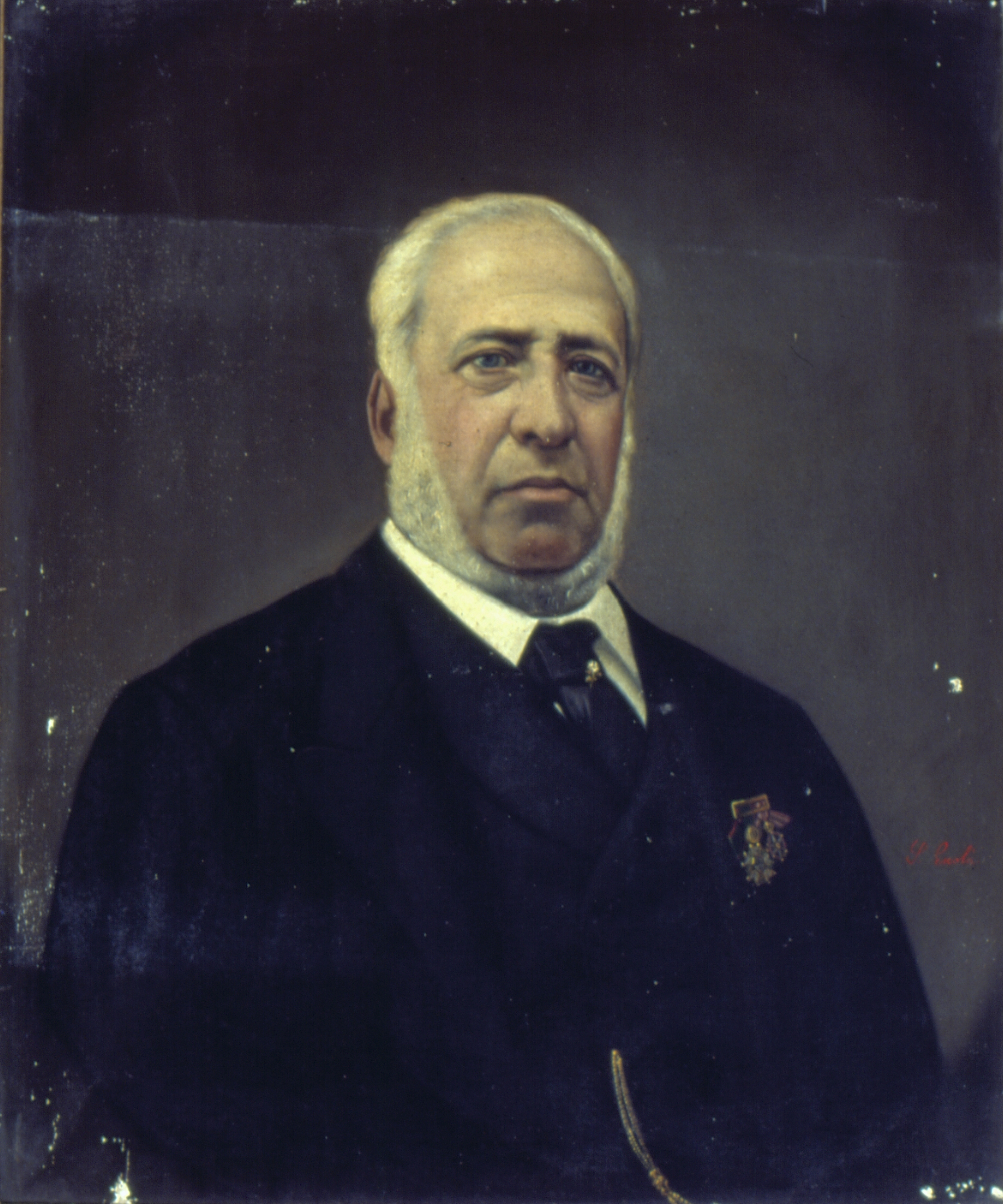
Retrato do Capitão Antonio José da Fonseca, no acervo do Museu Paulista.

Salvador Escolá Arimany (Sarrià, Barcelona, 1854 — Madrid, 1905) foi um pintor catalão que ganhou fama como retratista, repartindo a sua actividade por Espanha, Portugal e pela América do Sul. Com um estilo apurado e realista, por vezes quase fotográfico, a pintura de Escolá é sóbria e sem concessões a modismos, embora tenha alguns laivos de romantismo. Foi um dos mestres nos jogos de luz, o que dá aos seus retratos uma singular profundidade.

## Biografia
Estudou na Academia de Belas Artes de Barcelona, de onde partiu para Roma para completar a sua formação. Entre 1876 e 1879 residiu no Uruguai e no Brasil, país onde expôs os seus primeiros quadros e ganhou fama de retratista, género a que consagraria a maior parte do seu labor.
Regressou à Europa e instalou-se em Barcelona, deslocando-se em 1884 a Saragoça, onde contrai matrimónio.
Continuou a sua carreira de retratista, mostrando especial interesse pela técnica do chiaroscuro e dos efeitos de luz.
Procura refúgio em Portugal durante a epidemia de cólera de 1885. Frequenta então a corte do rei D. Luís I, onde alcança grande êxito e recebe como encomenda retratar a família real. São da sua autoria os retratos de oficiais de D. Luís I e de D. Carlos I, para além de retratos de muitas outras personalidades destacadas da vida cultural e política de Portugal.
Em 1895 encomendaram-lhe em Espanha o retrato de Práxedes Mateo Sagasta (1827-1903), o que o acredita como um prestigioso pintor, segundo testemunhos da época. De regresso a Espanha, fixa-se em Madrid, onde recebe importantes encomendas institucionais, entre elas o retrato de Segismundo Moret (1838-1913), presidente das Cortes espanholas.
Entre 1896 e 1898 desloca-se esporadicamente a Portugal para satisfazer diversas encomendas da família real. Em Espanha é então já considerado um pintor consagrado, conseguindo um elevado prestígio e reconhecimento profissional. 
Morreu prematuramente, aos 51 anos de idade, na cidade de Madrid.